# Earconvaldo di Londra
Earconvaldo (in inglese Earconwald, Ercenwald o Erkenwald; Lindsey, VII secolo – Abbazia di Barking, 30 aprile 693) è stato un vescovo e abate inglese, venerato come santo dalla Chiesa cattolica e dalla Comunione anglicana.

## Biografia
Egli apparteneva ad una famiglia di stirpe reale.
Earconvaldo rinunciò alla sua parte di proprietà della famiglia per creare due abbazie benedettine, l'Abbazia maschile di Chertsey nel Surrey e quella di Barking, per monache. La sorella, Etelburga, divenne badessa di Barking, mentre egli fu abate di Chertsey.
Nel 675 Earconvaldo divenne vescovo di Londra, scelto dall'arcivescovo di Canterbury Teodoro.
Come vescovo egli contribuì alla stesura del codice giuridico di Ine, re del Wessex ed il suo nome è esplicitamente indicato nel codice come coautore.
Avrebbe anche contribuito alla conversione di Sebbi, re dell'Essex al cristianesimo nel 677.
La moderna scuola storica attribuisce ad Earconvaldo un ampio ruolo nell'evoluzione dei documenti ed atti anglo-sassoni, ed è possibile che egli abbia redatto quelli di Caedwalla a Farnham.
Alla sua morte Earconvaldo fu sepolto nell'antica Cattedrale di San Paolo a Londra.

## Culto
La sua tomba divenne meta di pellegrinaggi nel medioevo e fu distrutta con molte altre tombe della cattedrale durante la Riforma.
Venerato come santo, la sua Memoria liturgica cade il 30 aprile, mentre la traslazione della sua salma viene ricordata il 1º febbraio ed il 13 maggio.

## Genealogia episcopale
La genealogia episcopale è:
- Papa Vitaliano
- Arcivescovo Teodoro di Canterbury
- Vescovo Earconvaldo di Londra